# Исидор Юрьевский
Иси́дор Ю́рьевский (ум. 1472, Юрьев) — священник Никольской церкви Юрьева, по преданию, убитый за отказ принять католичество. Признан мучеником и канонизирован в лике священномучеников (память 8 января по юлианскому календарю) и в Соборе Псковских святых.

## Биография
Жизнь Исидора Юрьевского была описана священником Василием (в иночестве Варлаамом) в XVI веке. Согласно ему, в 1472 году священник русской церкви в городе Юрьеве (Дерпте) Исидор в праздник Богоявления во время освящения воды на реке Омовже по приказу местного католического епископа был схвачен и заключён в тюрьму. С ним были арестованы 72 прихожанина его церкви. Их принуждали отречься от православия, но они отказались. В тюрьме Исидор причастил всех бывших с ним, прежде чем все они были казнены. Они были утоплены в реке Омовже, в том месте, где Исидор освящал воду в день Богоявления.
В весенний разлив тела погибших были найдены на берегу в трёх верстах от города выше по течению и с почестями погребены в Никольской церкви в Юрьеве.
В XVI веке в книжности появилось две версии жития святого — краткая и пространная. Возможно, краткая создавалась для включения в Минеи Четьи. Пространная была написана по заказу святителя Московского Макария.
Согласно третьей редакции Повести о начале и основании Псково-Печерского монастыря, служивший вместе с Исидором в Юрьеве священник Иоанн, спасаясь от гонений, ещё около 1470 года ушёл во Псков и позднее стал основателем Псково-Печерского монастыря.

## Почитание
Cлужба святому Исидору Юрьевскому известна в списках XVII века, вероятно, что автором ее является первый составитель его жития Василий-Варлаам. Мощи священномученика не сохранились, причиной этого скорее всего было уничтожение православных святынь в ходе реформации. Житие создавалось накануне Ливонской войны, вероятно, должно было помочь обосновать позицию Московского государства в ней. В XVII веке появилось лицевое изображение священномученика. Цитата из жития была помещена в печатный Служебник 1646 года, некоторые Хронографы второй половины XVII века, житие преподобного Серапиона Псковского. Почитание священномученика Исидора неожиданно прекратилось в середине ХVII века по не вполне понятным причинам. Последним перед долгим перерывом его упомянул в своих святцах келарь Троице-Сергиева монастыря Симон Азарьин.
Первым после длительного забвения митрополит Евгений (Болховитинов) в 1831 году упомянул о пострадавших в Юрьеве мучениках как о чтимых во Пскове святых. Большое значение для восстановления почитания святых имели труды епископа Павла (Доброхотова). Общецерковное почитание юрьевских мучеников было восстановлено в конце XIX века по инициативе архиепископа Рижского и Митавского Арсения (Брянцева). 16 мая 1896 года в Валке неподалёку от Тарту в честь этих погибших был заложен храм. В том же году была составлена специальная служба юрьевским мученикам, в канун их памяти совершается торжественное Всенощное бдение, а 8 января — праздничная литургия. В 1897 году Святейший синод установил общецерковное почитание священномученика Исидора Юрьевского.

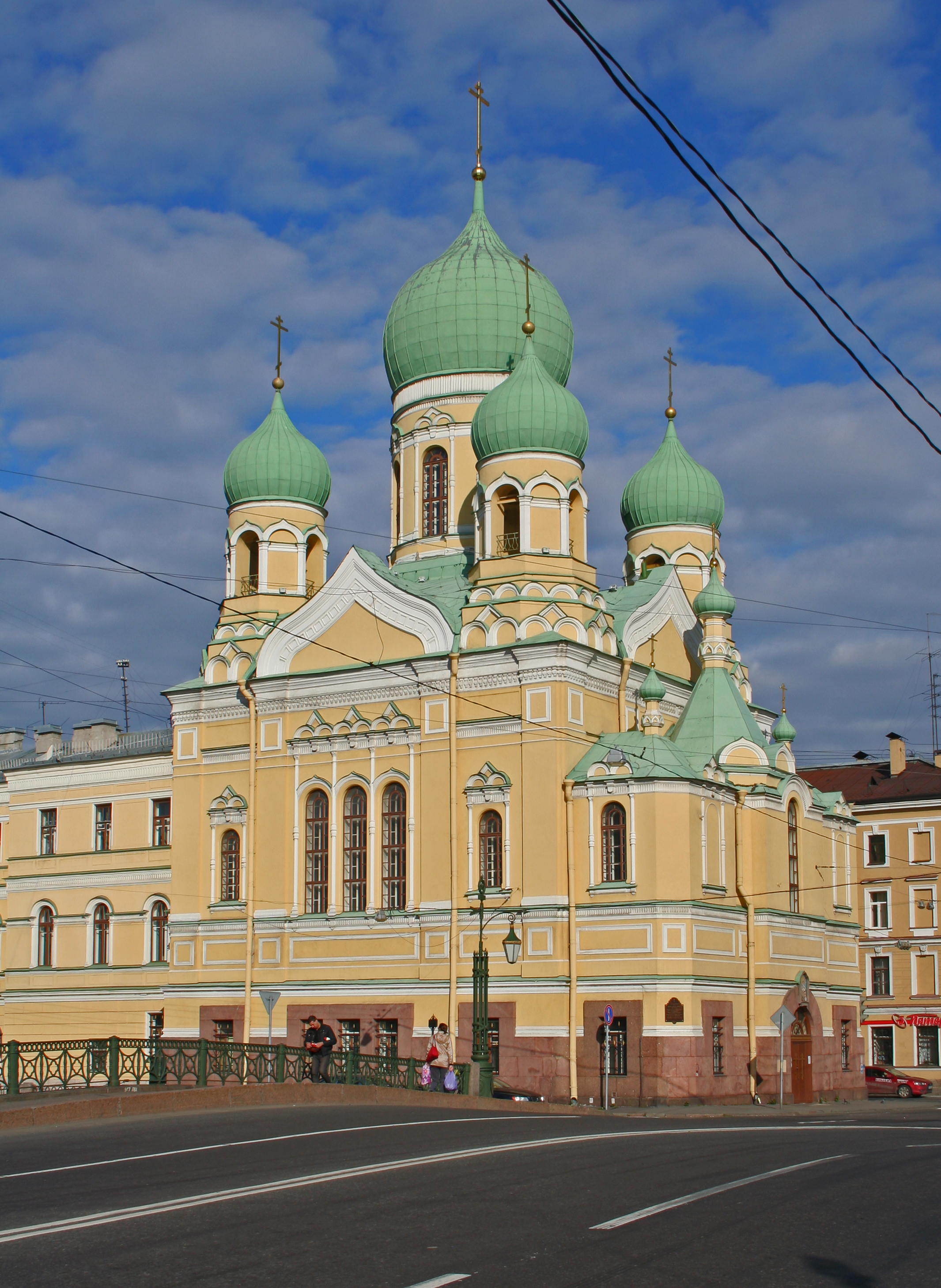
Исидоровская церковь в Санкт-Петербурге

В Санкт-Петербурге в начале XX века трудами протоиерея Павла Кульбуша (будущего священномученика Платона Ревельского) была построена окормлявшая православных эстонцев Исидоровская церковь, верхний храм которой освящён в его честь. В 1898 году в Петербурге было создано русско-эстонское православное братство священномученика Исидора Юрьевского.
Также храм священномученика есть в Пюхтицком женском монастыре в Эстонии. В Краснодаре в конце 1990-х — начале 2000-х была построена часовня в честь Исидора Юрьевского. Ее освятил митрополит Екатеринодарский и Кубанский Исидор, постриженный в монахи с именем этого святого. В Москве сохранился в перестроенном виде не возвращенный церкви храм Рождества Пресвятой Богородицы при богадельне Ремесленного Общества с приделом в честь священномученика Исидора. Этот храм не действует.
В 2007 году по благословению Корнилия (Якобса), митрополита Таллинского и всей Эстонии, учреждены орден священномученика Исидора Юрьевского (трёх степеней) и медаль.
В 1971 году о священномученике Исидоре было написано художественное произведение — повесть-«баллада» «Юрьевская прорубь», выдержавшее три издания. Ее автор — писатель Юрий Петрович Вронский.